# Белоопашато гну
Белоопашато или Черно гну (Connochaetes gnou) е вид едър бозайник от семейство Кухороги (Bovidae). Разпространен е в саваните на Южна Африка. В миналото видът е почти унищожен в диво състояние, но впоследствие е масово реинтродуциран, включително извън първоначалния си ареал, и днес не се смята за застрашен.